# Płamen Kraczunow
Płamen Nikołow Kraczunow (bułg. Пламен Николов Крачунов, ur. 11 stycznia 1989 w Płowdiwie) – bułgarski piłkarz występujący na pozycji obrońcy w Arda Kyrdżali .

## Kariera klubowa
Grę w piłkę nożną rozpoczął w klubie Marica Płowdiw. W 2007 roku, po włączeniu do kadry pierwszego zespołu, rozpoczął regularne występy na poziomie B PFG. 18 sierpnia 2007 zadebiutował w przegranym 0:3 meczu przeciwko Kaliakrze Kawarna, natomiast w maju 2008 roku zdobył pierwszą w karierze bramkę w spotkaniu z Miniorem Radnewo (3:1). Od sezonu 2009/10 występował z Maricą na poziomie V AFG. W połowie 2010 roku przeniósł się do Łokomotiwu Płowdiw, podpisując trzyletnią umowę. 22 sierpnia 2010 zadebiutował w A PFG w spotkaniu przeciwko Liteksowi Łowecz, zakończonym remisem 2:2.
W sierpniu 2011 roku Kraczunow został wykupiony przez CSKA Sofia, które poszukiwało zastępcy dla Apostoła Popowa, który doznał kontuzji więzadła krzyżowego. Przez 2 kolejne lata rozegrał dla CSKA 47 ligowych spotkań, w których zdobył 3 bramki, uzyskując miejsce w składzie wskutek problemów zdrowotnych oraz dyscyplinarnych Kostadina Stojanowa. W sezonie 2012/13 zadebiutował w europejskich pucharach w dwumeczu z ND Mura 05 w eliminacjach Ligi Europy. W maju 2013 roku władze CSKA oznajmiły, że mają zamiar sprzedać go, jeżeli otrzymają ofertę opiewającą na co najmniej 350 tys. euro. Miesiąc później jego kontrakt został rozwiązany z winy klubu, który zmagał się z poważnymi problemami licencyjnymi i finansowymi i nie był w stanie regulować należności wobec pracowników. Wkrótce po tym Kraczunow powrócił do Łokomotiwu Płowdiw. Pomimo podpisania dwuletniej umowy, po 5 miesiącach ponownie został zawodnikiem CSKA. Podczas półtorarocznego pobytu w zespole, z powodu urazu stawu kolanowego i związanej z tym rehabilitacji, zaliczył zaledwie 12 ligowych spotkań. Latem 2015 roku przeniósł się on do Sławii Sofia. Po zakończeniu rundy jesiennej sezonu 2015/16, w której rozegrał 8 spotkań w bułgarskiej ekstraklasie, postanowić odejść z klubu.
W lutym 2016 roku przeszedł do szkockiego St. Johnstone FC. 23 lutego zadebiutował w Scottish Premier League w meczu z Patrick Thistle FC, zakończonym porażką 0:2. W kwietniu wystąpił w jeszcze jednym ligowym meczu i po zakończeniu trwającej jedną rundę umowy opuścił zespół. Latem 2016 roku przyjął ofertę cypryjskiego klubu Ethnikos Achna. W sezonie 2016/17 rozegrał w Protathlima A’ Kategorias 28 meczów i zdobył 1 bramkę w spotkaniu przeciwko Karmiotisa FC (1:1). Mimo otrzymania propozycji przedłużenia kontraktu, po zakończeniu rozgrywek opuścił Cypr. Na początku lipca 2017 roku został piłkarzem Sandecji Nowy Sącz, prowadzonej przez Radosława Mroczkowskiego. 26 lipca rozegrał pierwszy mecz dla Sandecji w spotkaniu z Wartą Sieradz (5:1) w ramach Pucharu Polski, natomiast 29 lipca zadebiutował w Ekstraklasie w przegranym 0:2 wyjazdowym meczu przeciwko Legii Warszawa. W sezonie 2017/18 był podstawowym obrońcą i zaliczył 26 ligowych spotkań. Po spadku Sandecji do I ligi latem 2018 roku, jego kontrakt nie został przedłużony. W lutym 2019 roku, po odbyciu testów, związał się półroczną umową ze Stomilem Olsztyn. W czerwcu 2019 roku podpisał roczny kontrakt z pierwszoligowym Zagłębiem Sosnowiec.

## Kariera reprezentacyjna
We wrześniu 2011 roku otrzymał od selekcjonera Michaiła Madanskiego powołanie do reprezentacji Bułgarii na mecze przeciwko Ukrainie i Walii, jednak nie wystąpił w żadnym ze spotkań.